# جذع بلفيدير

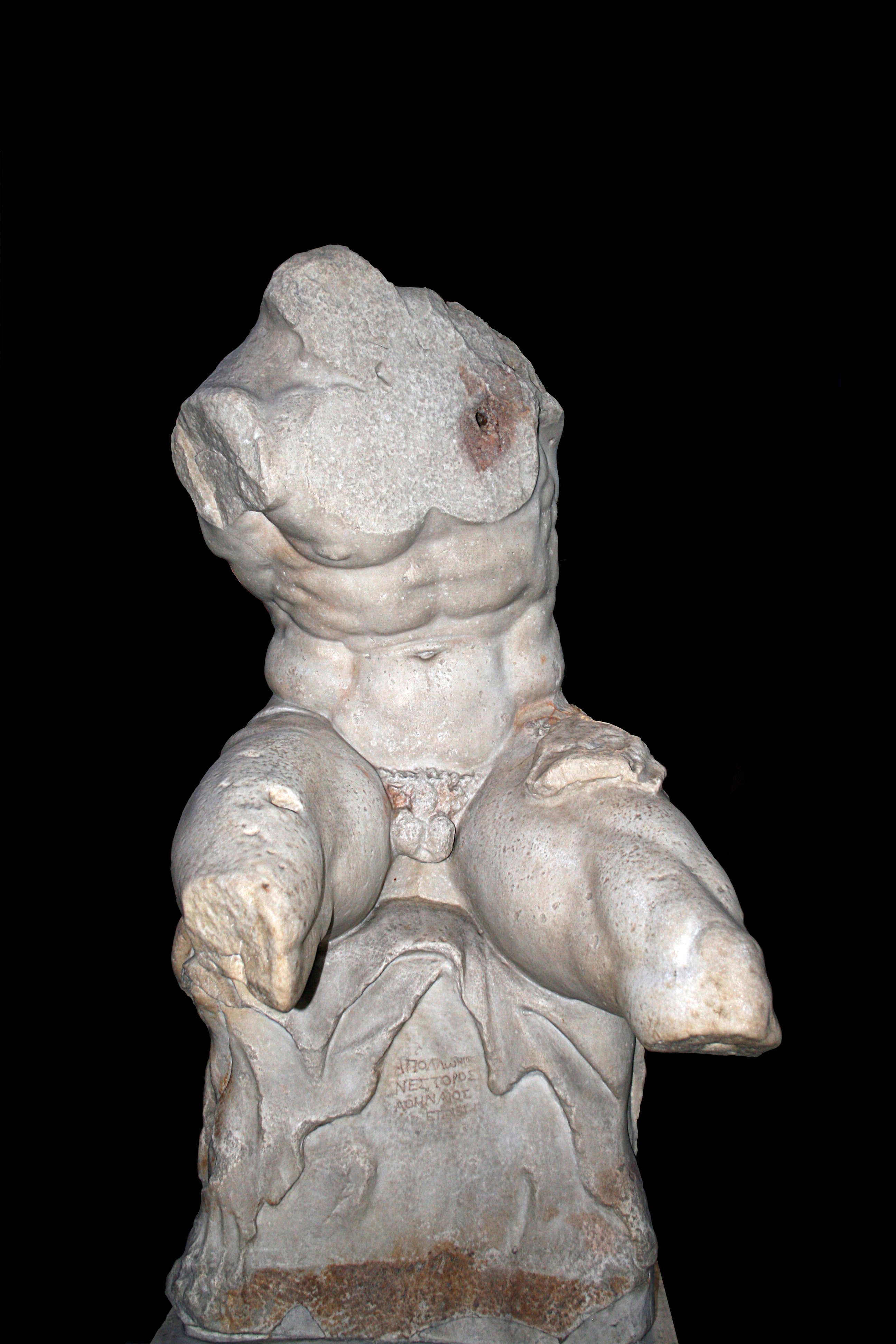
جُذع بلفيدير.

جُذع بلفيدير، عبارة عن تمثال رخامي بطول 1.59 متر لذكر عاري، يَعود إلى أوائل القرن الثاني قبل الميلاد. وموقع بشكل بارز على مُقدمة القاعدة من قبل «أبولونيوس، ابن نستور، الأثيني»، تم اكتشاف التمثال في ساحة كامبو دي فيوري في روما خلال فترة بابوية «يوليوس الثاني» (1503-1513). الآن في مُتاحف الفاتيكان.

## وصف
يحمل الجذع توقيع النحات الأثيني أبولونيوس، ابن نيستور، الذي لم يكن معروفًا. يبلغ ارتفاعه 1.59 مترًا، ويُجسد الجذع والفخذين رجل جالس على جلد حيوان موضوع على صخرة. تم التعرف على الجلد لأول مرة على أنه جلد أسد (قد يكون أسد نيميا)، ونظرًا للعضلات القوية للشخصية، تم التعرف على الجذع لأول مرة على أنه جسد «هرقل». تم تحديد الجلد لاحقًا على أنه جلد نمر، مما أدى بدوره إلى تغيير هوية صاحب الجذع إلى الساتير «مارسياس». كذلك أدت المُقارنة مع الحجارة المنقوشة اسفل القاعدة إلى اقتراح «فيلوكتيس الجريح»؛ تمثال صغير من البرونز من مجموعة «جورج أورتيز»، يُرشح «آياس» وهو يتأمل انتحاره. تحديد هوية صاحب الجذع غير جازمة حيث فُقد الرأس والأطراف. يعود تاريخ التمثال بشكل عام إلى القرن الثاني قبل الميلاد.

## التاريخ بعد إعادة الاكتشاف

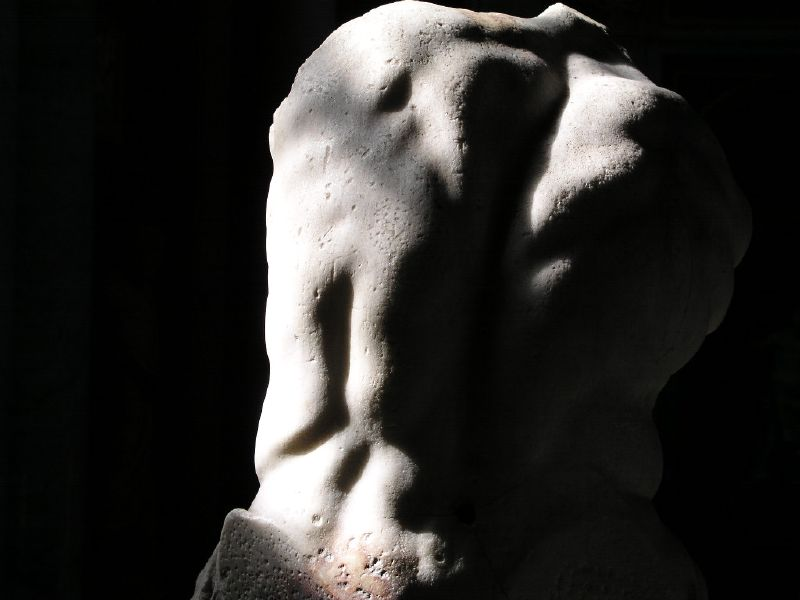
الجزء الخلفي من الجذع.

مصدر الجذع غير معروف. تم ذكره لأول مرة من قبل «شيرياكو دي بيتسيكولي»، الذي شاهده في قصر الكاردينال «بروسبيرو كولونا» بين عامي 1432 و 1435. ثم وجد في منزل «السيد أندريا»، ربما النحات «أندريا بريجنو». تم الحصول عليه في ثلاثينيات القرن الخامس عشر، إما من قبل البابا «كليمنت السابع» أو خليفته، البابا «بول الثالث»، ومنذ ذلك الحين انضم إلى مجموعات قصر بلفيدير.

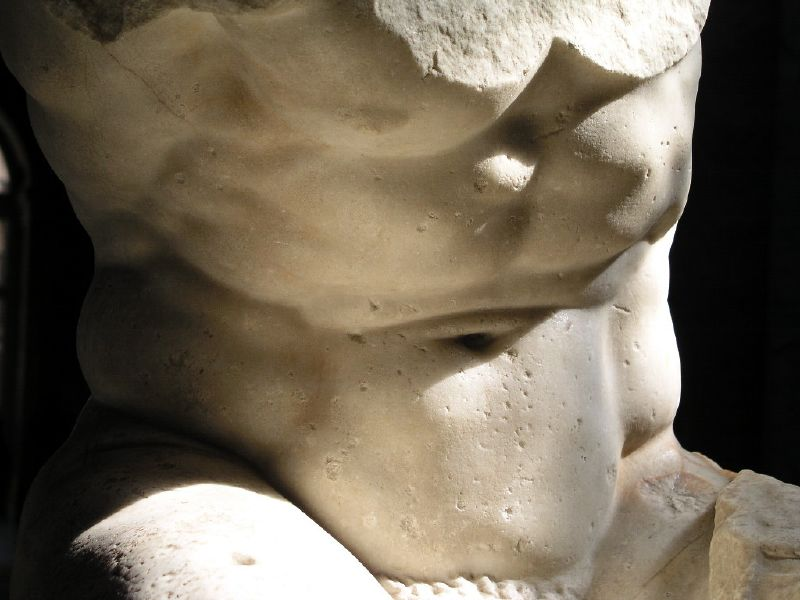
تفاصيل البطن.

نُقل الجذع إلى باريس عام 1798 بعد معاهدة تولينتينو التي فرضت على البابا «بيوس السادس» عام 1796، وعاد إلى الفاتيكان في عام 1815، تحت حكم البابا «بيوس السابع»، ثم أعادت فرنسا كل شيء تقريبًا صادرته حكومة المديرين بالقوة. يصفه «يوهان وينكلمان» بحماس في كتابه تاريخ الفن في العصور القديمة:
«على الرغم من أن هذا التمثال قد تعرض للتخريب والتشويه بشكل سيء، على الرغم من حرمانه من الرأس والذراعين والساقين، إلا أنه يحتفظ، في نظر أولئك القادرين على اختراق أسرار الفن، بجزء من الجمال المُبهر الذي أمتلكه في السابق. في تصوير هرقل هذا، أعطى الفنان شكلاً للمثالية السامية لجسد متفوق على الطبيعة ورجولي في كمال العمر، ولكن كما لو أنه ارتقى إلى مرحلة الاعتدال الإلهي».

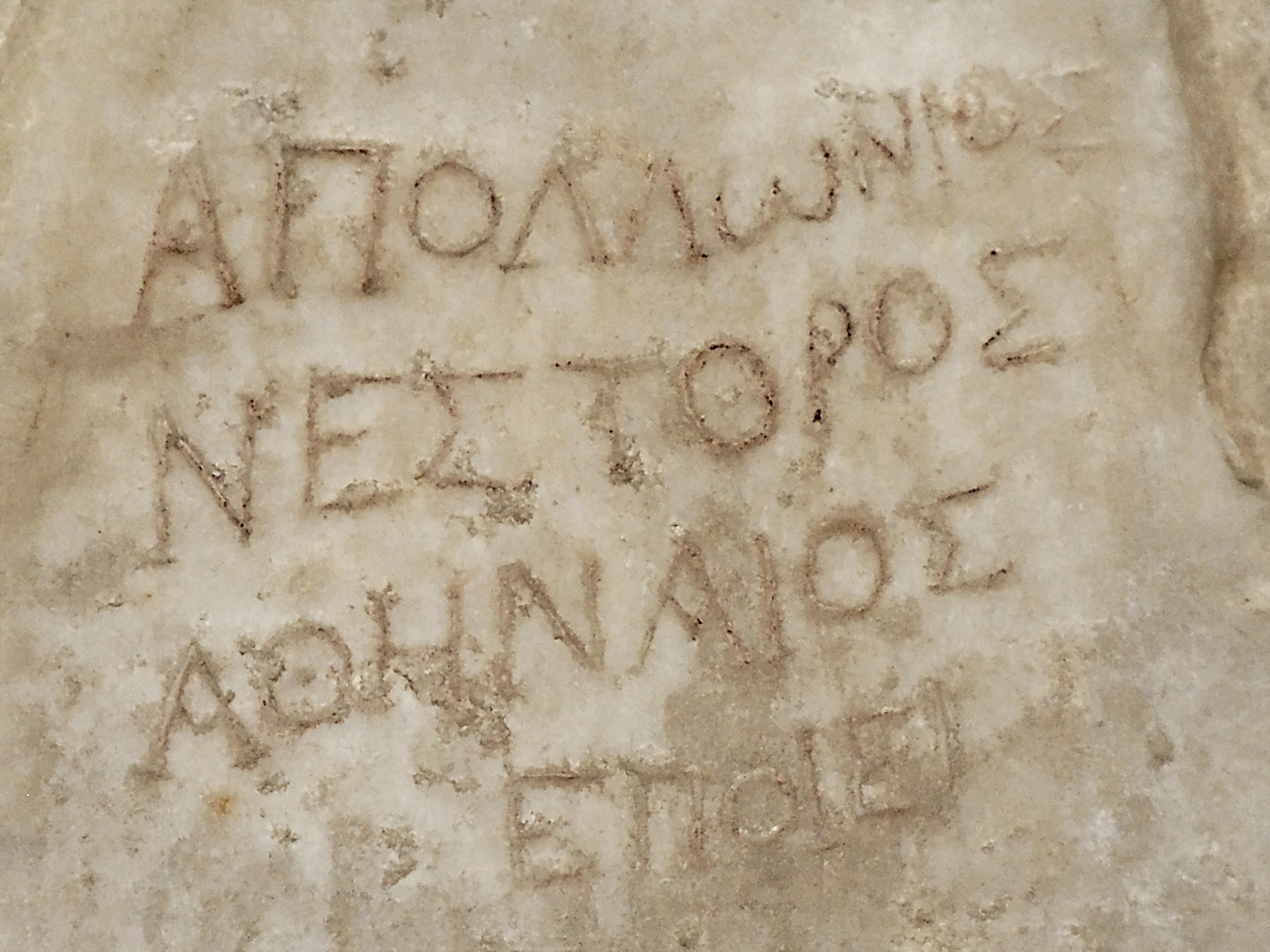
التوقيع "أبولونيوس، ابن نستور، الأثيني"

بناءً على شكل الحروف في النقش، يعتقد «وينكلمان» أن التمثال يعود إلى الفترة الهلنستية، على الرغم من أنه يرى أن الأسلوب قريب من الفترة الكلاسيكية.
تم عمل العديد من النُسخ البرونزية الصغيرة له خلال القرن السادس عشر، وغالبًا ما استعادت النسخ أجزائه المفقودة «كهرقل» جالسًا.
زار جذع بلفيدير المُتحف البريطاني للمشاركة في معرض 2015 عن جسم الإنسان في الفن اليوناني القديم.

## في الفن
لقد أثار الجذع اهتمامًا كبيرًا لدى الفنانين منذ بداية القرن السادس عشر، جاء العديد من الفنانين لرسمه من كُل حذف وصوب. أصبح إعجاب «ميكيلانجيلو» به أمرًا شائعًا في الأدب في ذلك الوقت. يلهم الجذع، من بين أشياء أخرى، بعض جداريات سقف كنيسة سيستينا وقبر «جوليانو دي ميديشي» في فلورنسا وتمثال قصر فيكيو. أصبح التمثال بالمصادفة معروفًا باسم "مدرسة مايكل أنجلو"؛ يردد «بليز دو فيجينير» فكرة مُشتركة من خلال ذكرها على أنها "المدرسة الرئيسية لـ«ميكيلانجيلو»، حيث قام بتشكيل نفسه كما رأينا منذ ذلك الحين في أعماله. ومع ذلك، يبدو أن الإعجاب بالجذع ظل محصورًا في الأوساط الأكاديمية، وأن عامة الناس لم يشاركوه.

### المعرض

دراسات
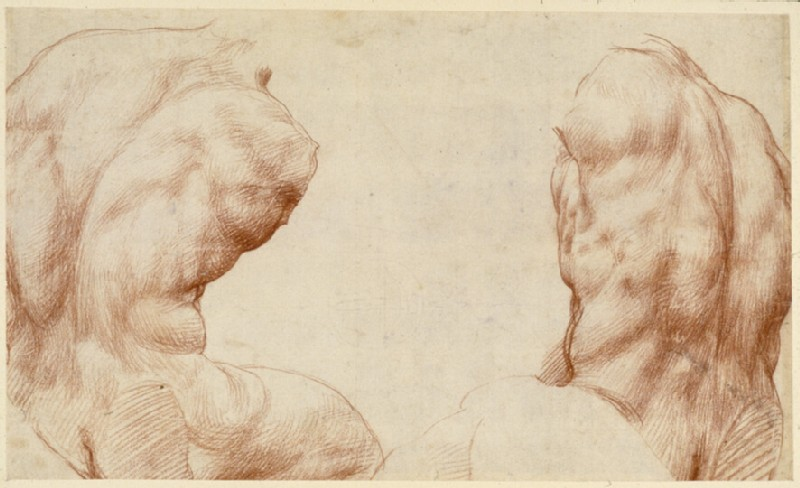
«رفائيل»، القرن السادس عشر، متحف أشموليان.
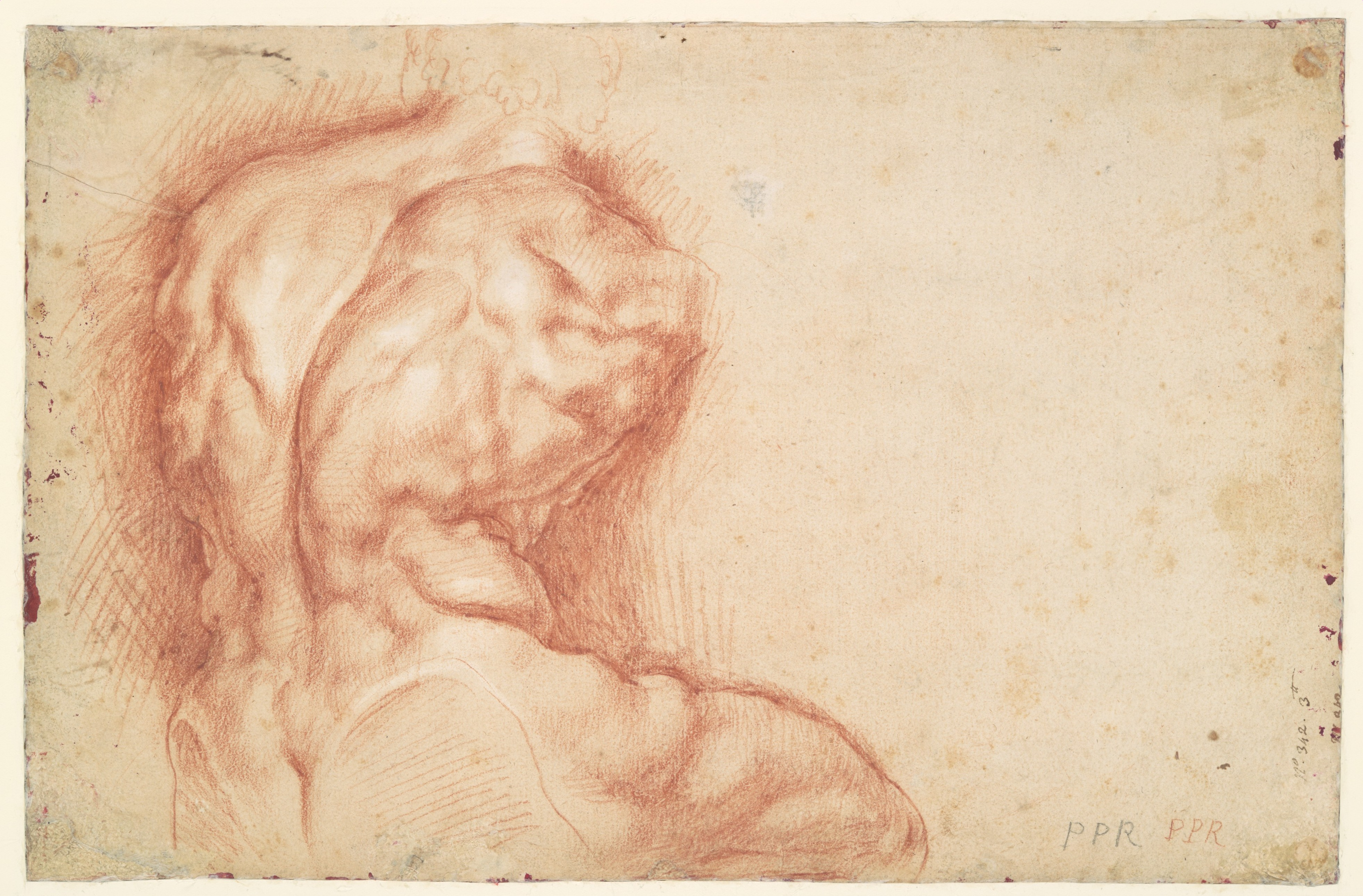
«بيتر بول روبنس»، القرن السابع عشر، متحف المتروبوليتان للفنون.
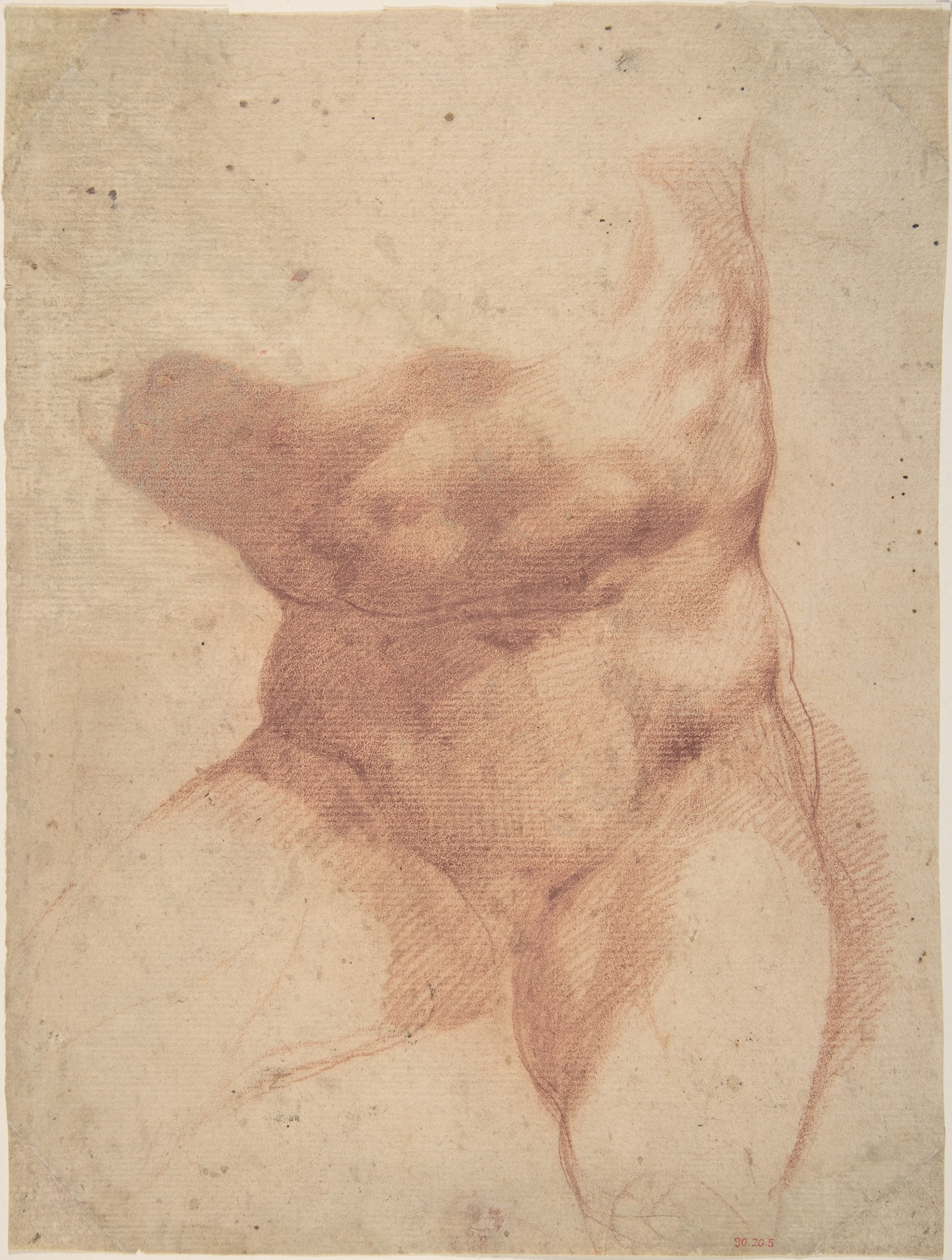
«جوزيبي سيزاري»، 1585، متحف المتروبوليتان للفنون.
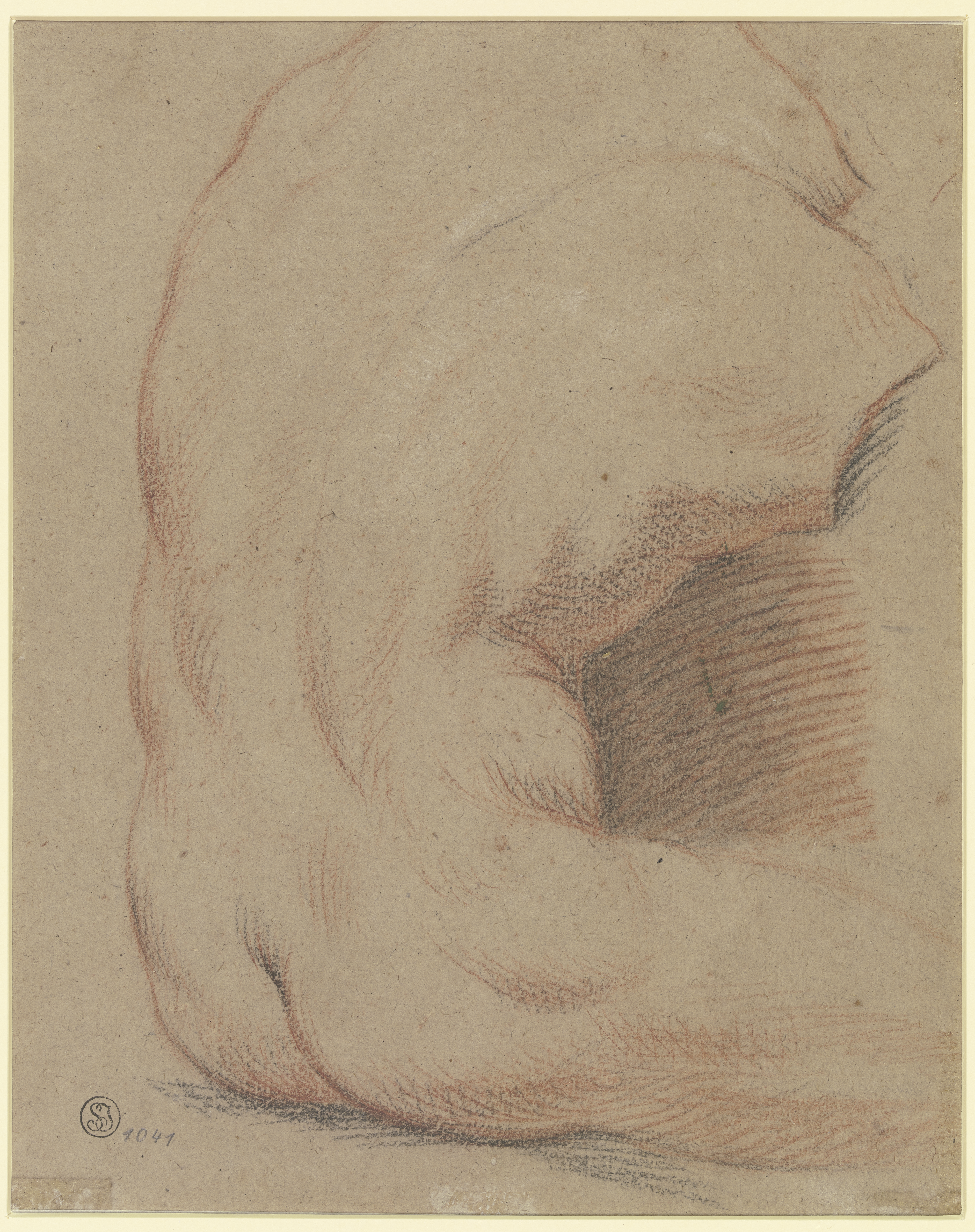
«نيكولا لانكريت»، القرن الثامن عشر، متحف ستادل.
«بيتروس كامبر»، 1743، ملكية خاصة.
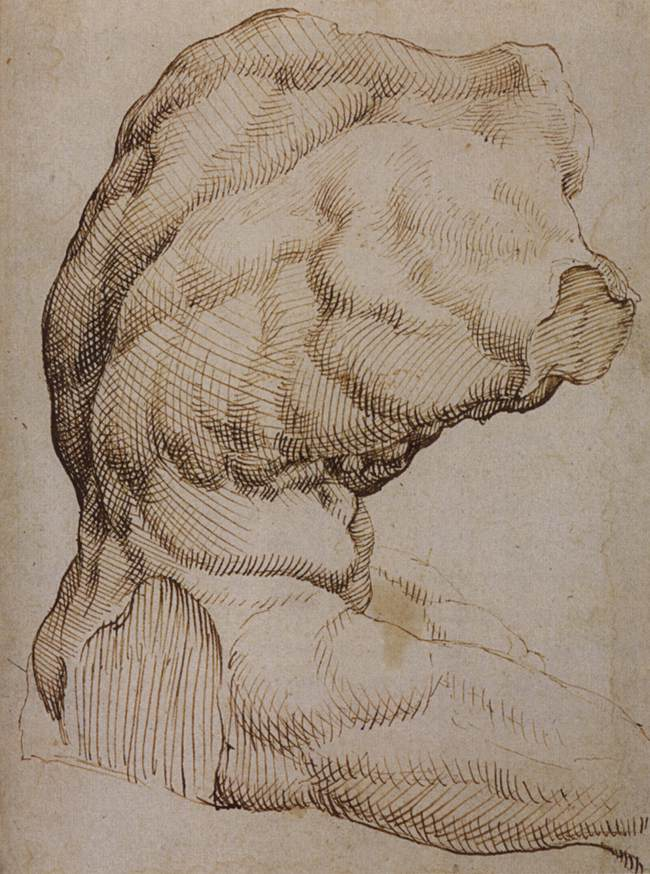
«مارتن فان هيمسكيرك»، 1532، متحف جيملده جاليري.
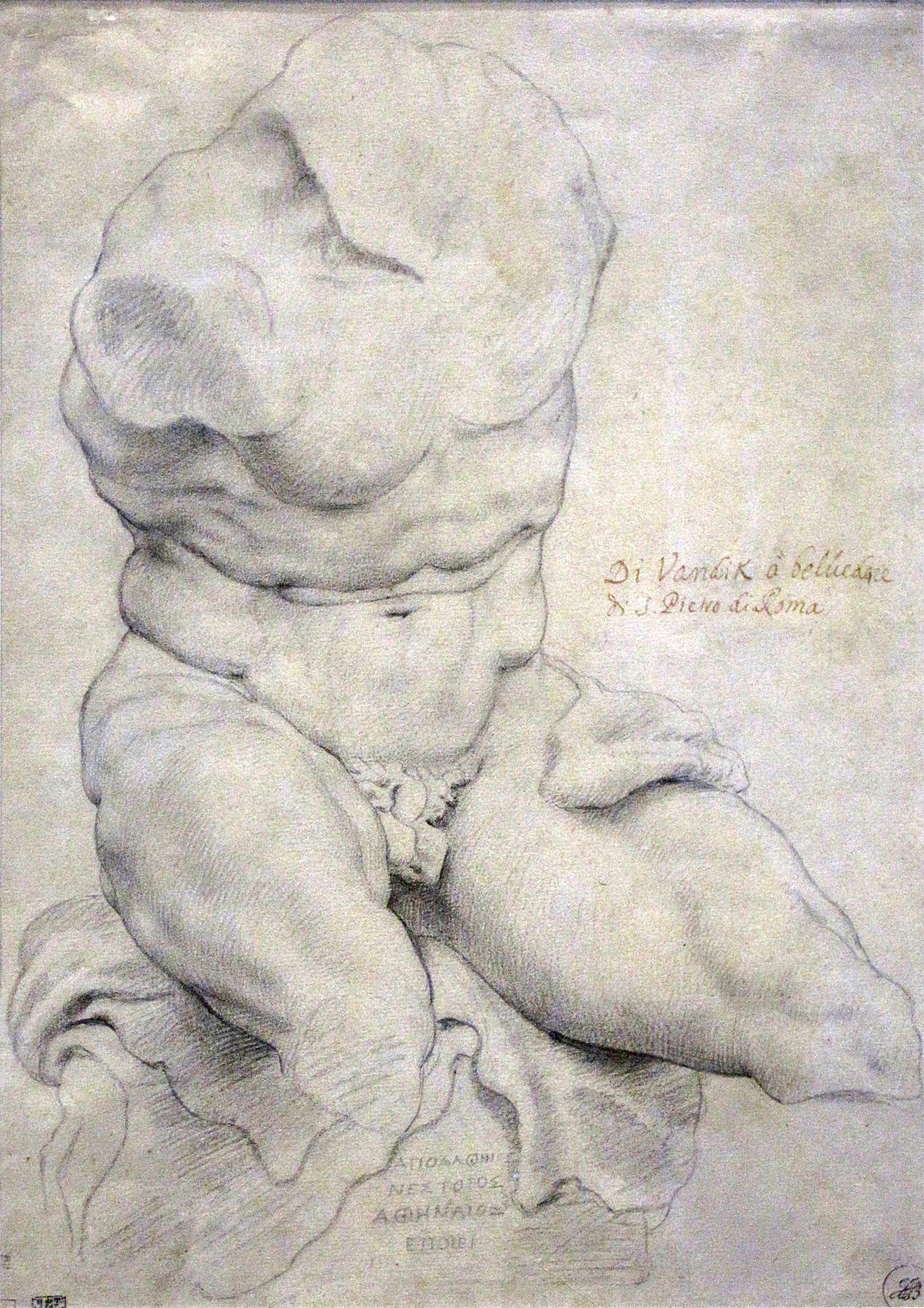
«بيتر بول روبنس»، 1601، اللوفر لينس.
«ديفيد بيير جيوتينو»، القرن الثامن عشر، ملكية خاصة.
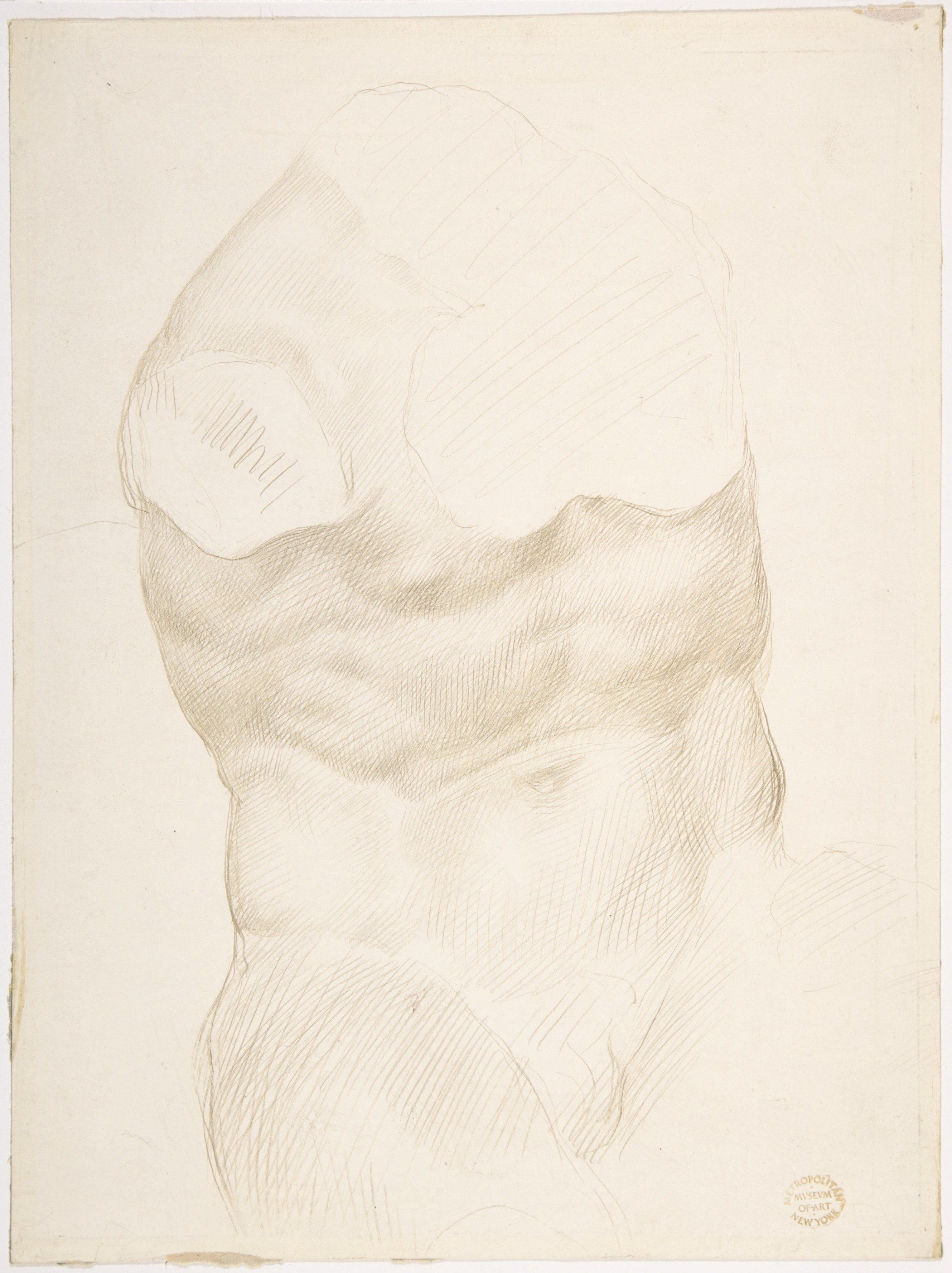
«ألفونس ليجروس»، القرن التاسع عشر، متحف المتروبوليتان للفنون.

لوحات
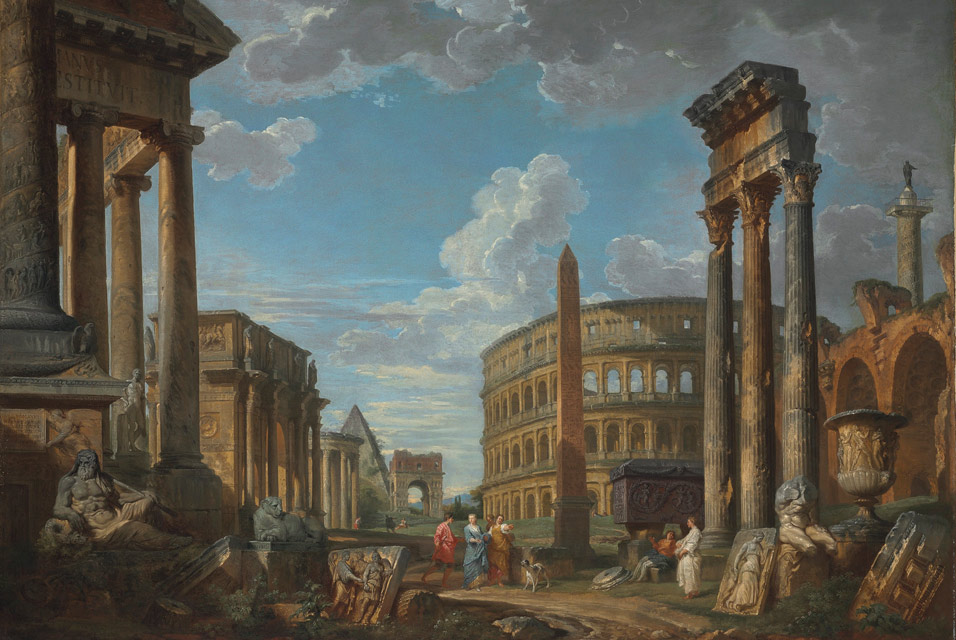
«جيوفاني باولو بانيني»، القرن الثامن عشر، ملكية خاصة.
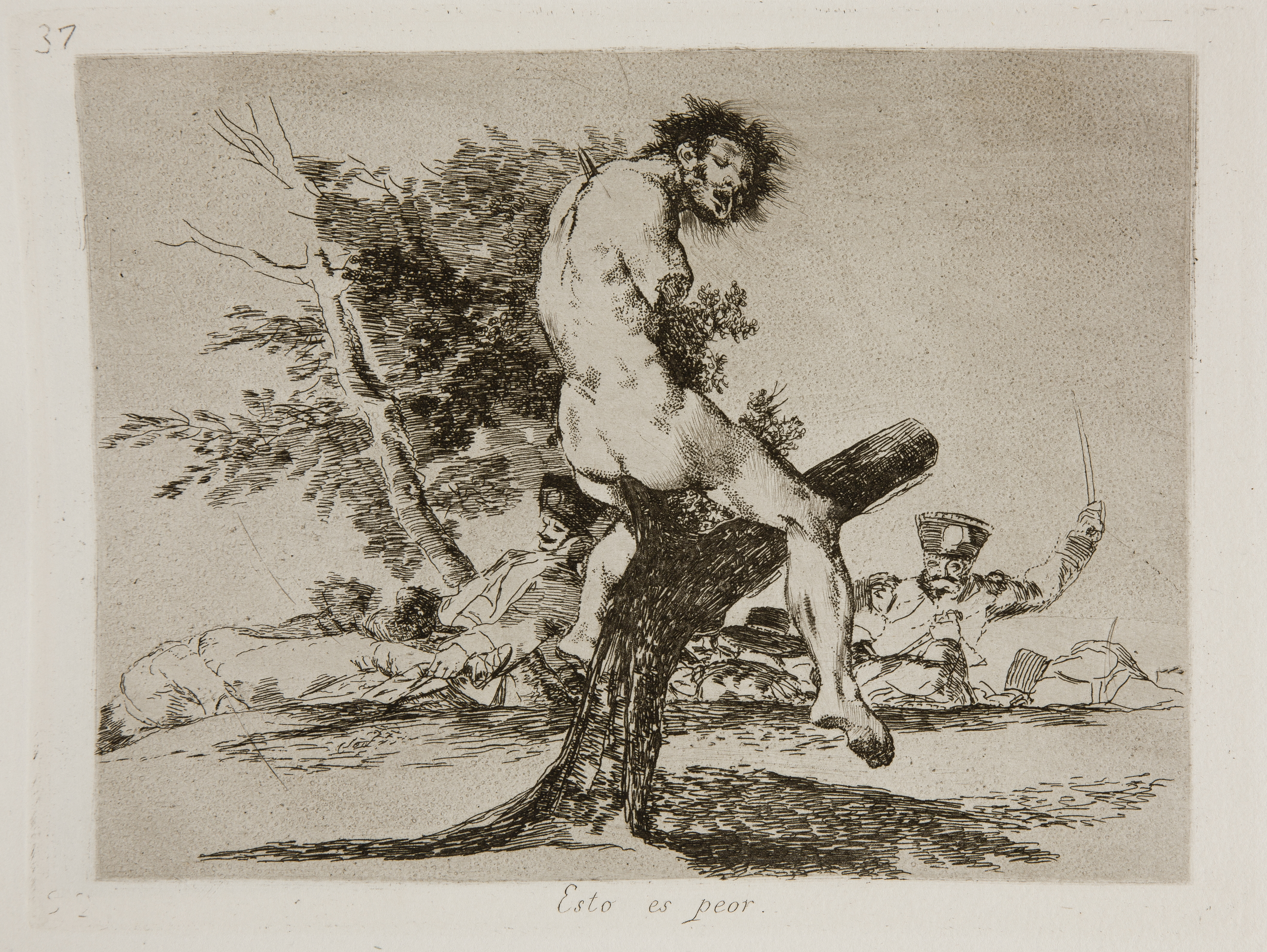
«فرانثيسكو غويا»، 1863، متحف ديل برادو.
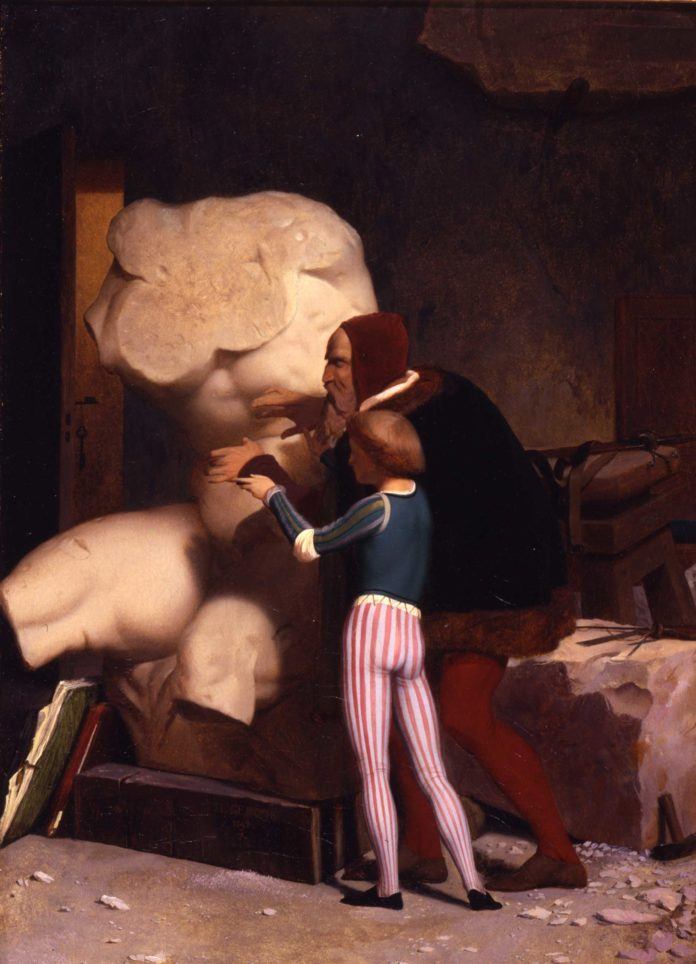
«جان ليون جيروم»، 1849، متحف داهش للفنون.
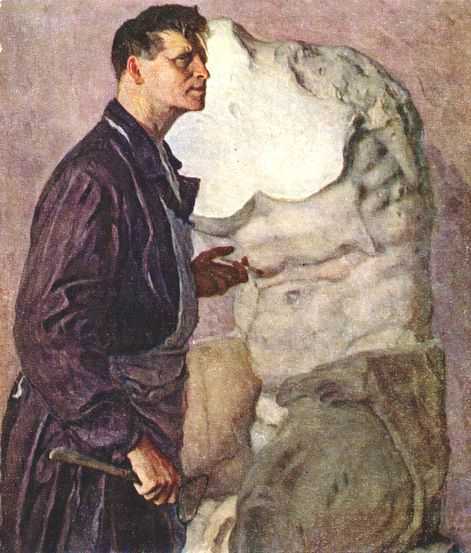
«ميخائيل نيستيروف»، 1934، معرض تريتياكوف.
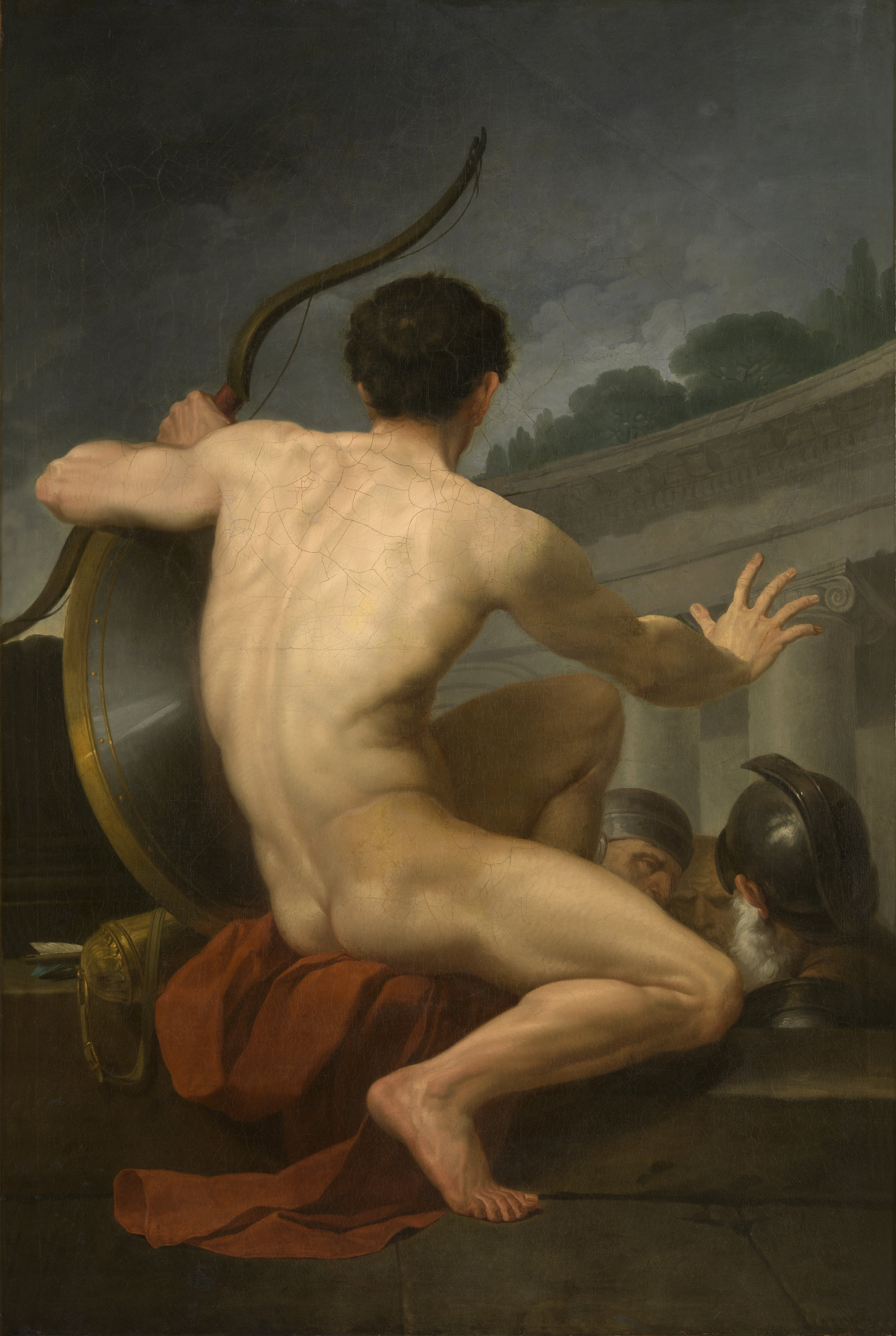
«أوغستين فان دن بيرغي»، 1780، متحف جرونينج.
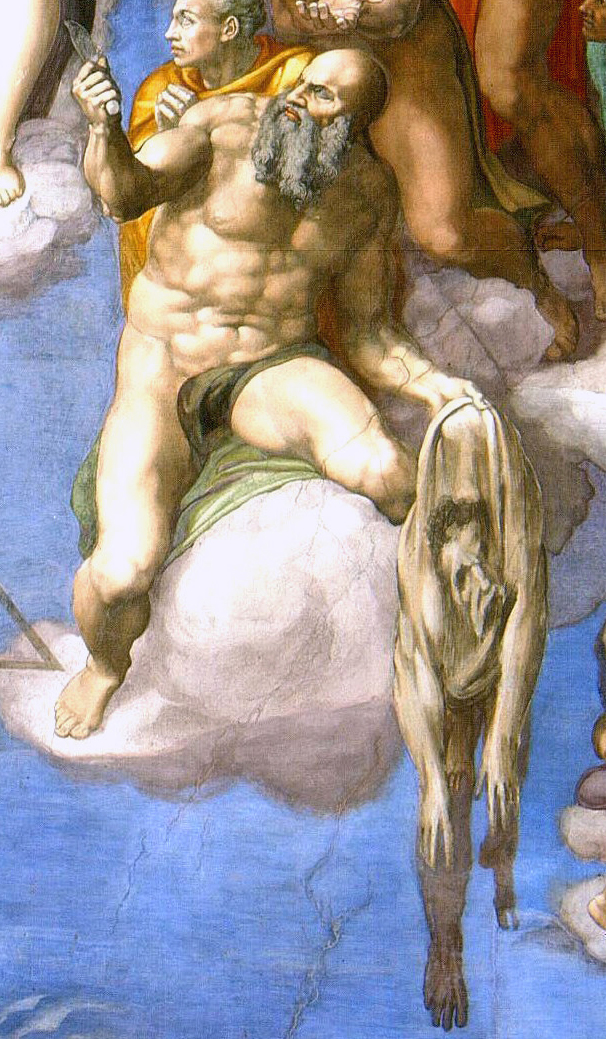
«ميكيلانجيلو»، القرن السادس عشر، كنيسة سيستينا.
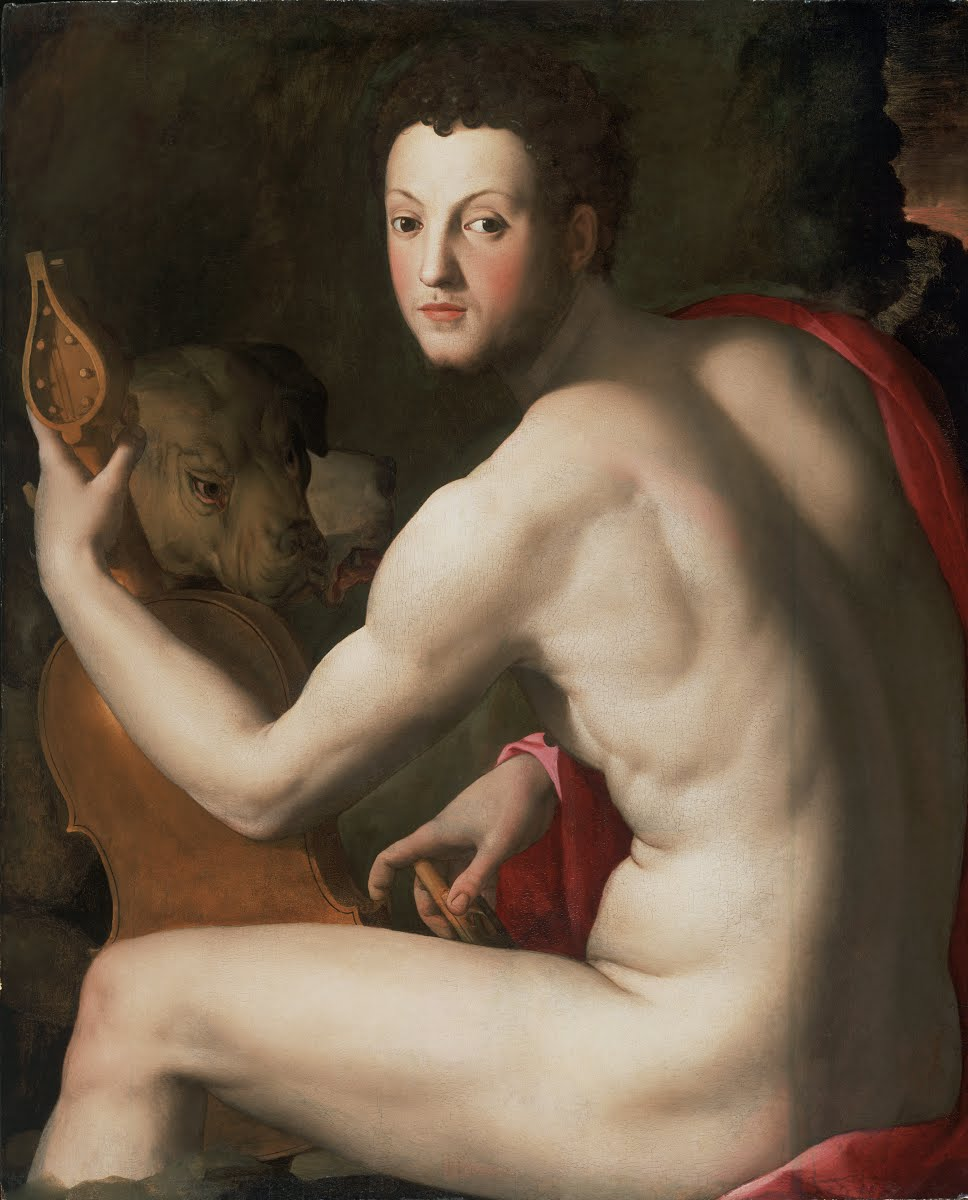
«برونزينو»، 1537، متحف فيلادلفيا للفنون.
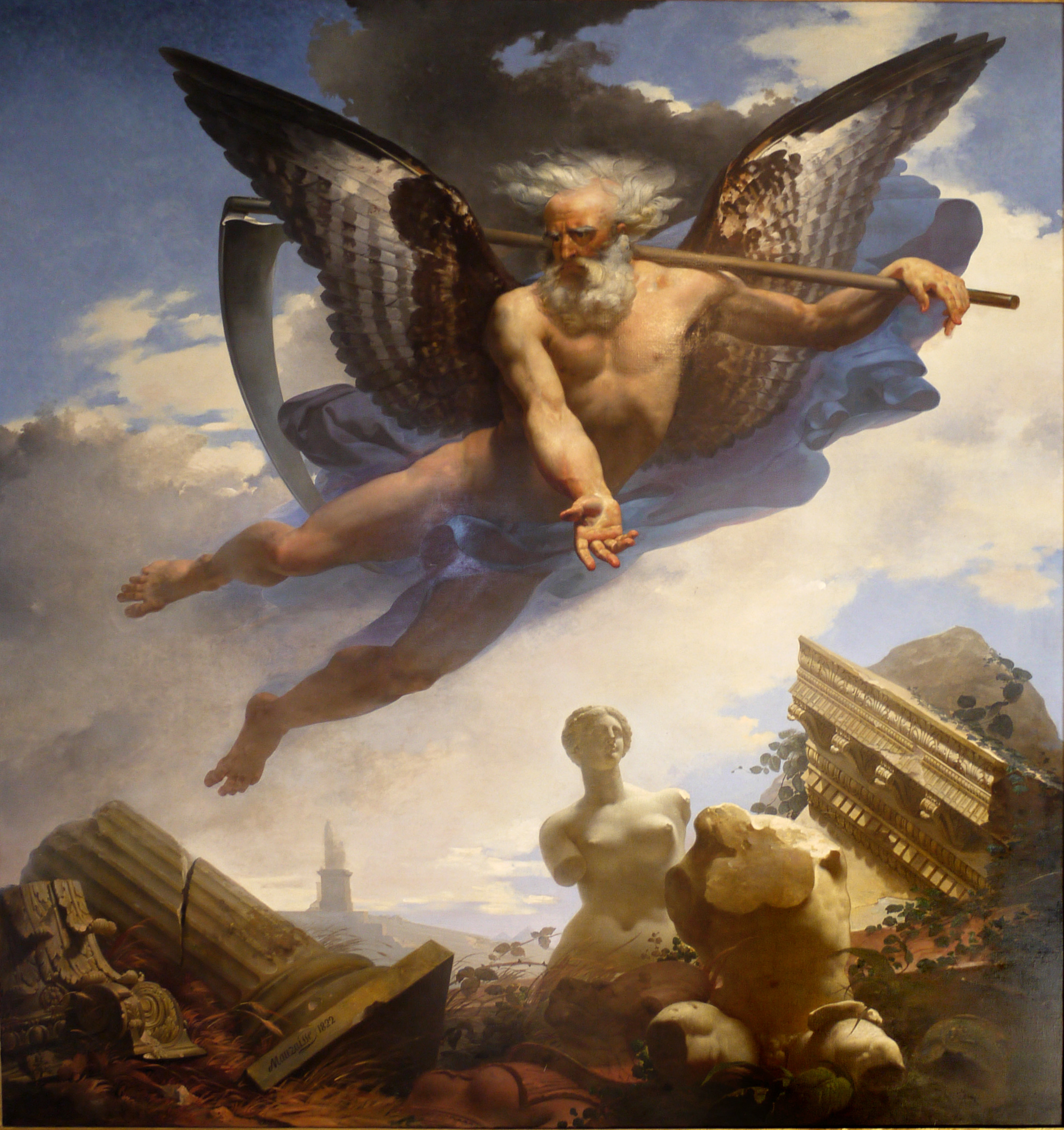
«جان بابتيست موزايس»، 1822، متحف اللوفر.
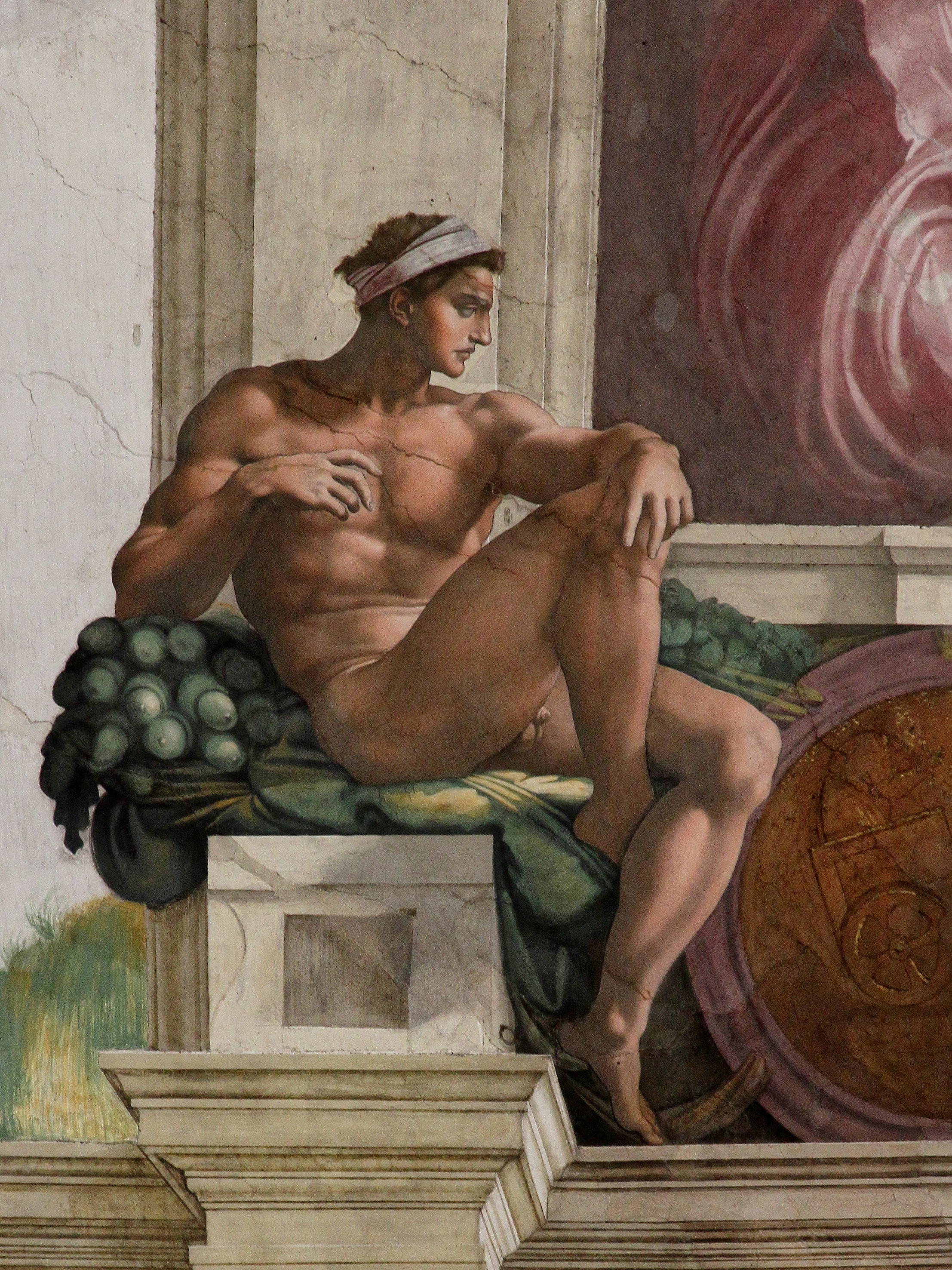
«ميكيلانجيلو»، القرن السادس عشر، كنيسة سيستينا.